# Главацька Галина Тимофіївна
Главацька Галина Тимофіївна (нар. 22 липня 1937, с. Русава Ямпільського району Вінницької області) - директор Могилів-Подільського технолого-економічного коледжу Вінницького національного аграрного університету, заслужений працівник освіти України, відмінник аграрної освіти і науки І ступеня, ветеран праці, викладач вищої категорії, методист.

## Життєпис
Галина Тимофіївна Главацька народилася 22 липня 1937 року в с. Русава Ямпільського району Вінницької області. У 1962 році закінчила Одеський державний університет ім. І.І. Мечникова, а у 1978 році Київський торгово-економічний інститут.

## Професійна діяльність
1955-1957 рр. - старша піонервожата Михайлівської середньої школи Ямпільського району;
1957-1960 - викладач біології Русавської восьмирічної школи Ямпільського району;
1960-1963 - секретар Ямпільського райкому комсомолу;
1963-1968 - завідуюча сектором обліку і статистики. Секретар Могилів-Подільського міськкому комсомолу;
1968-1973 - завідуюча заочним відділенням Могилів-Подільського технікуму радянської торгівлі;
1973 - директор Могилів-Подільського технікуму радянської торгівлі (з 1982 року - Могилів-Подільський технологічний технікум);
1973-2012 -  директор Могилів-Подільського технолого-економічного фахового коледжу (сьогодні Почесний директор коледжу).

## Наукова, педагогічна та навчально-методична робота
Під керівництвом Г.Т. Главацької успішно проведено реорганізацію технікуму радянської торгівлі в технологічний. Делегат ІІ Всеукраїнського з'їзду працівників освіти, учасник V Міжнародної науково-практичної конференції «Сучасні інформаційні технології та інноваційні методики навчання в підготовці фахівців: методологія, теорія, досвід, проблеми»; учасник семінару наукових працівників сільського господарства в університеті Вайхенштефан (Німеччина); постійний член ради представників національної асоціації «Укрзернопродукт», член асоціації «Хліб Вінниччини».

## Звання та нагороди
нагороджена почесним званням Заслужений працівник освіти України;
нагороджена Нагрудним знаком МОН України «Відмінник освіти;
Відмінник аграрної освіти України;
Нагороджена медаллю «Ветеран праці»;
нагороджена орденом «Знак Пошани»,
нагороджена Почесними грамотами Міністерства освіти і науки України та Міністерства аграрної політики України.

## Методичні напрацювання
2001 - «Національна доктрина розвитку освіти - дієва програма для всіх педагогів»;
2002 - «Готуємо професіоналів»;
2005 - навчальний відеофільм «Виробництво яблучного соку з м'якоттю»;
2006 - кодопосібник з дисципліни «Мікробіологія».